# Stazione di Bagnoli-Città della Scienza
La stazione di Bagnoli-Città della Scienza è una fermata ferroviaria posta lungo la ferrovia Cumana, nell'omonimo quartiere di Napoli.

## Storia

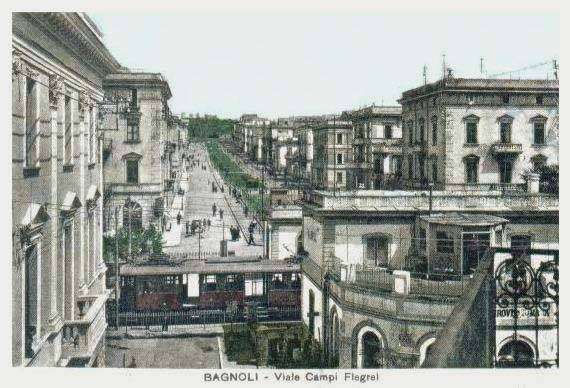
La stazione di Bagnoli in una cartolina di inizio Novecento

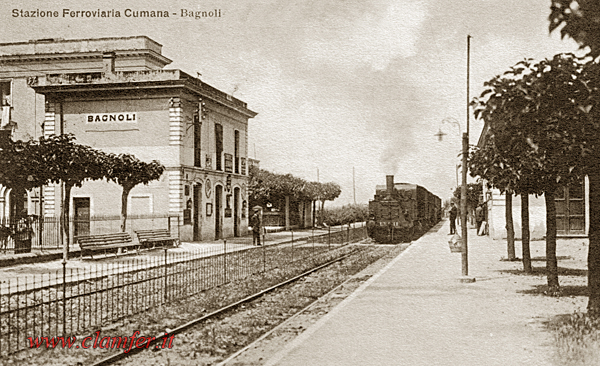
Foto storica della stazione.

La stazione venne inaugurata il 1º luglio 1889, come parte della tratta Montesanto-Terme Patamia (quest'ultima stazione non è più esistente).

## Interscambi
La stazione dispone di:
- Fermata autobus

Fra il 1883 e la seconda guerra mondiale di fronte alla stazione era attiva una fermata della tranvia Napoli-Bagnoli-Pozzuoli, in seguito sostituita da un'autolinea urbana.